# Fentonia manitobensis
Fentonia manitobensis är en fjärilsart som beskrevs av Mcdunnough 1932. Fentonia manitobensis ingår i släktet Fentonia och familjen tandspinnare. Inga underarter finns listade i Catalogue of Life.